# Aoraki/Monte Cook
L'Aoraki/Monte Cook (3.724 m s.l.m.) è la montagna più alta della Nuova Zelanda. Fa parte della catena montuosa delle Alpi meridionali, che corre lungo la costa occidentale dell'Isola del Sud.

## Descrizione
A seguito degli accordi tra la tribù dei Kāi Tahu e la corona britannica, nel 1998, il nome della montagna venne cambiato da Monte Cook ad Aoraki/Monte Cook, aggiungendo il nome māori in testa (caso unico tra i toponimi modificati in quell'occasione) per indicare l'importanza del luogo. Aoraki nei dialetti māori meridionali, e Aorangi in māori standard, vuol dire "mondo celeste", da ao "mondo" e rangi "cielo".  Il nome inglese è in onore del capitano James Cook.  
Nel 2015 si è verificata una grossa valanga. La vetta è stata raggiunta nel 2002 da Mark Inglis, alpinista ed ex paraciclista neozelandese, primo uomo dotato di protesi artificiali agli arti inferiori a raggiungere la vetta dell'Everest.
È una popolare meta turistica all'interno dell'omonimo parco nazionale.